# Årets byggen
Årets byggen var en svensk arkitekturutmärkelse som under åren 1991–2006 delades ut årligen till byggnadsverk inom olika kategorier. Bakom priset stod branschtidskriften Byggindustrin som utsåg juryn. Efter en paus på sex år återuppstod priset i ny form år 2013 och kallas nu Årets bygge.
De kategorier som priset delades ut i brukade vara anläggning, bostad, hus och ombyggnad. Vid sidan av priset brukade även priset ByggOpus delas ut till det bästa examensarbeten inom byggnadsteknik inom något av Sveriges högskolor och universitet.

## Pristagare

### 2000[1]
- Anläggning: Öresundsförbindelsen (Skanska, NCC)
- Bostad: Smarta Huset, Värmdö (JM)
- Hus: Stockholms flygtrafikledningscentral, Arlanda (Luftfartsverket, Fråne Hederus Malmström)
- Ombyggnad: Stockholms moské (JM, Hifab)

### 2003[2]
- Anläggning: Sundstorgsgaraget, Helsingborg (NCC)
- Bostad: Båtbyggargatan, Stockholm (White arkitekter)
- Hus: Whites nya kontorsbyggnad, Stockholm (White arkitekter och Peab)
- Ombyggnad: City Cronan, Stockholm

### 2004[3]
- Anläggning: Södra länken, Stockholm
- Bostad: Östra Trollåsen, Göteborg
- Hus: Världskulturmuseet, Göteborg
- Ombyggnad: Taktäckaren 2, Stockholm (LM Ericssons gamla fabrik, Tulegatan)

### 2005[4]
2006 delades priset ut till sammanlagt 15 vinnare. Dessa 15 utgjorde senare samma år de nominerade till det första Stora Samhällsbyggarpriset.
- Akterspegeln, Stockholm (Johansson Linnman Arkitekter, NCC)
- Gärstadverket, Linköping (Tekniska Verken, Berg Arkitektkontor, NCC)
- Högskolebiblioteket, Högskolan i Gävle (Akademiska Hus, Tirsén & Aili, Pierre Bygg)
- Kvarteret Kronoberg, Stockholm (BLP Arkitekter)
- Kvarteret Krubban, Stockholm (Statens fastighetsverk, White arkitekter, Skanska, NCC)
- Kvarteret Mariehäll, Stockholm (Besqab, Johansson Linnman Arkitekter)
- Ridhus på Flyinge Kungsgård, Lund (AIX Arkitekter)
- Örnsköldsviks centralstation, Örnsköldsvik (Botniabanan AB, FFNS, NCC
- Nya Svinesundsbron (Vägverket Region Väst, Statens Vegvesen, Lund & Slaatto Arkitekter, Bilfinger Berger)
- Skultorpstunneln (Vägverket Region Väst, NCC)
- Turning Torso (HSB Malmö, Santiago Calatrava)
- Vävskedsgatan, Göteborg (F O Peterson & Söner Byggnads AB, White arkitekter)
- Östra gymnasiet, Huddinge kommun (Huge Fastigheter, Fråne Hederus Malmström, Peab)
- Östra Gårdsten, Göteborg (Gårdstensbostäder, Liljewall arkitekter)
- Kvarteret Kandidaten, Kungshamra, Solna kommun (Stiftelsen Stockholms Studentbostäder, Tirsén & Aili, Lindbäcks Bygg)